# Clase Visby
La clase Visby es una serie de corbetas construidas por Kockums para la Marina Real Sueca para reemplazar a las clases  Göteborg y Stockholm. Visby, la ciudad que da nombre a la primera unidad y por extensión a toda la clase, es la mayor de la isla de Gotland.

## Características
El diseño, realizado por la Administración de Material de Defensa, tiene características furtivas debido a las líneas del barco y al material utilizado para su realización: PVC y fibra de carbono; siendo una de las primeros buques de guerra de este tipo a nivel mundial.
La clase Visby alcanza velocidades superiores a los 40 nudos gracias a un sistema de propulsión basado en hidrojets y una notable unidad motora del tipo CODOG de 18,6 MW de potencia para las 650 toneladas de desplazamiento, cuyo escape de gases está situado a popa para minimizar la firma infrarroja.
El armamento principal es un cañón Bofors de 57 mm, que cuenta también con un perfil stealth para reducir la firma radar, con alcance superior a los 17 km y alta cadencia de tiro; misiles antibuque RBS-15 que todavía no han sido instalados; y un lanzador de cohetes antisubmarinos de 127 mm situado detrás del cañón. Cuenta con una pequeña plataforma de vuelo para la toma de un helicóptero ligero AW109 pero no de hangar, elemento contemplado por los diseños originales aunque posteriormente descartado por las limitaciones de espacio a bordo.
Para la guerra antiminas, la Visby está equipada con el sistema subaquático ROV de Atlas Electronik una filial de EADS, son vehículos operados remotamente para la desactivación de minas y para su eliminación.

## Unidades
Aunque en un principio se contemplaba que la clase contaría con 6 unidades, la última fue cancelada a pesar de que varios de sus elementos ya habían sido adquiridos. Se espera que las dos primeras corbetas entren en activo a lo largo de 2009.
| Numeral | Nombre                  | Botadura                | Alta                     | Unidad       | Estado    | Insignia |
| ------- | ----------------------- | ----------------------- | ------------------------ | ------------ | --------- | -------- |
| K31     | HSwMS Visby (K31)       | 8 de junio de 2000      | 16 de septiembre de 2002 | 4.ª Flotilla | Activo    |          |
| K32     | HSwMS Helsingborg (K32) | 27 de junio de 2003     | 16 de diciembre de 2009  | 4.ª Flotilla | Activo    |          |
| K33     | HSwMS Härnösand (K33)   | 16 de diciembre de 2004 | 16 de diciembre de 2009  | 3.ª Flotilla | Activo    |          |
| K34     | HMS Nyköping            | 18 de agosto de 2005    | 16 de septiembre de 2015 | 3.ª Flotilla | Activo    |          |
| K35     | HMS Karlstad            | 24 de agosto de 2006    | 16 de septiembre de 2015 | 3.ª Flotilla | Activo    |          |
| K36     | Uddevalla               | Cancelado               | Cancelado                | Cancelado    | Cancelado |          |

PTK Visby, es la designación sueca para indicar que el buque esta en una serie de pruebas equivalentes a las pruebas de mar, para llevar los buques a su estatus operativo en la Armada de Suecia

## Sistemas[5][6][7][8][9][10]

### Sensores
| Sistema                                                      | País                      | Fabricante                  | Notas                                                                            |
| ------------------------------------------------------------ | ------------------------- | --------------------------- | -------------------------------------------------------------------------------- |
| Casco                                                        | Bandera de Alemania       | ThyssenKrupp Marine Systems |                                                                                  |
| Sistema de combate                                           | Bandera de Estados Unidos | Microsoft                   | modelo 9LV Cetris Command, Control and Communication System basado en Windows NT |
| Sistema de Vigilancia Optrónica                              | Bandera de Suecia         | Saab                        | modelo Saab CEROS 200                                                            |
| Direcciones de tiro                                          | Bandera de Suecia         | Saab                        | modelo Saab CEROS 200                                                            |
| Radar principal                                              | Bandera de Suecia         | Saab                        | modelo Ericsson Sea Giraffe AMB 3-D                                              |
| Radar superficie                                             | Bandera de Francia        | Thales Group                | modelo SCANTER 2001                                                              |
| Radar ESM/ECM                                                | Bandera de Estados Unidos | EDO Corporatiom             | Condor CS-3701                                                                   |
| Sonar                                                        | Bandera de Estados Unidos | General Dynamics            |                                                                                  |
| Sonar remolcado                                              | Bandera de Estados Unidos | Hydroscience Technologies   |                                                                                  |
| Sistema de comunicaciones integradas                         | Bandera de Dinamarca      | Maersk Data Defence         | modelo DINA                                                                      |
| Sistemas de enlaces de datos Link-11 y Link-22               | Bandera de Dinamarca      | Maersk Data Defence         | modelo DINA                                                                      |
| Sistema de procesamiento de datos y enlace con las sonoboyas | Bandera de España         | SAES                        | modelo SDL-SS                                                                    |
| Contramedidas                                                | Bandera de Estados Unidos | EDO Corporation             |                                                                                  |

### Armamento
| Sistema      | País                | Fabricante           | Notas                                          |
| ------------ | ------------------- | -------------------- | ---------------------------------------------- |
| Cañón        | Bandera de Suecia   | Saab Bofors Dynamics | 1 Cañón de propósito general Bofors 57 mm Mk 3 |
| Misiles      | Bandera de Suecia   | Saab Bofors Dynamics | 2 montajes cuádruples modelo RBS-15            |
| Torpedos     | Bandera de Suecia   | Saab Bofors Dynamics | 2 montajes dobles modelo 40 cm ASW             |
| Sistema CIWS | Bandera de Alemania | Rheinmetall          | modelo MASS (multi-ammuntion softkill)         |

### Propulsión
| Sistema   | País                      | Fabricante | Notas                                        |
| --------- | ------------------------- | ---------- | -------------------------------------------- |
| CODOG     |                           |            |                                              |
| Turbinas  | Bandera de Estados Unidos | Honeywell  | 4 turbinas de gas modelo de 4000 kW cada una |
| Motores   | Bandera de Alemania       | MTU        | 2 motores diésel de 1300 kW cada uno         |
| Hydrojets | Bandera del Reino Unido   | KaMeWa     | 2 waterjets                                  |

## Galería

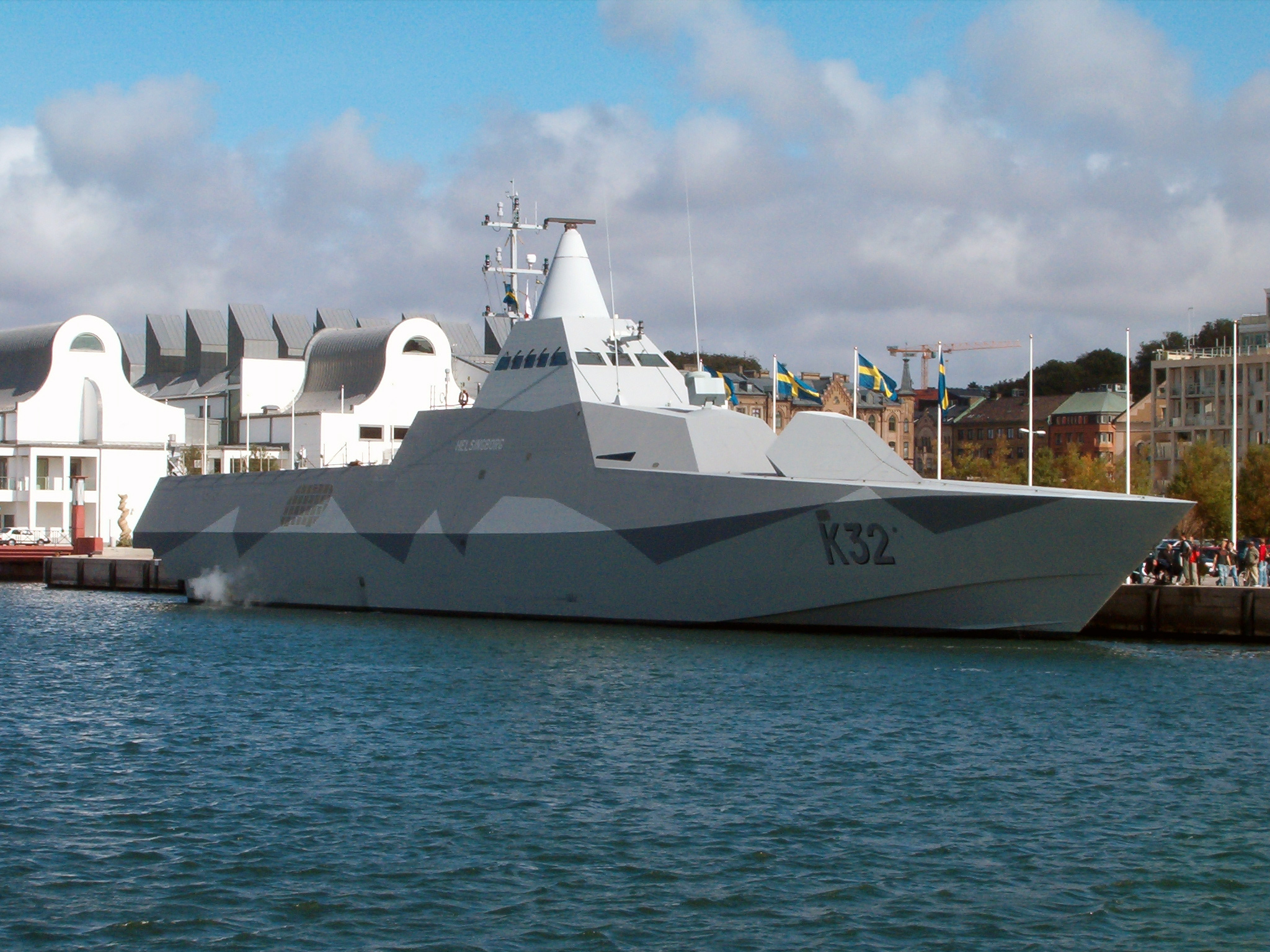
HSwMS Helsingborg visitando la ciudad de Helsingborg.
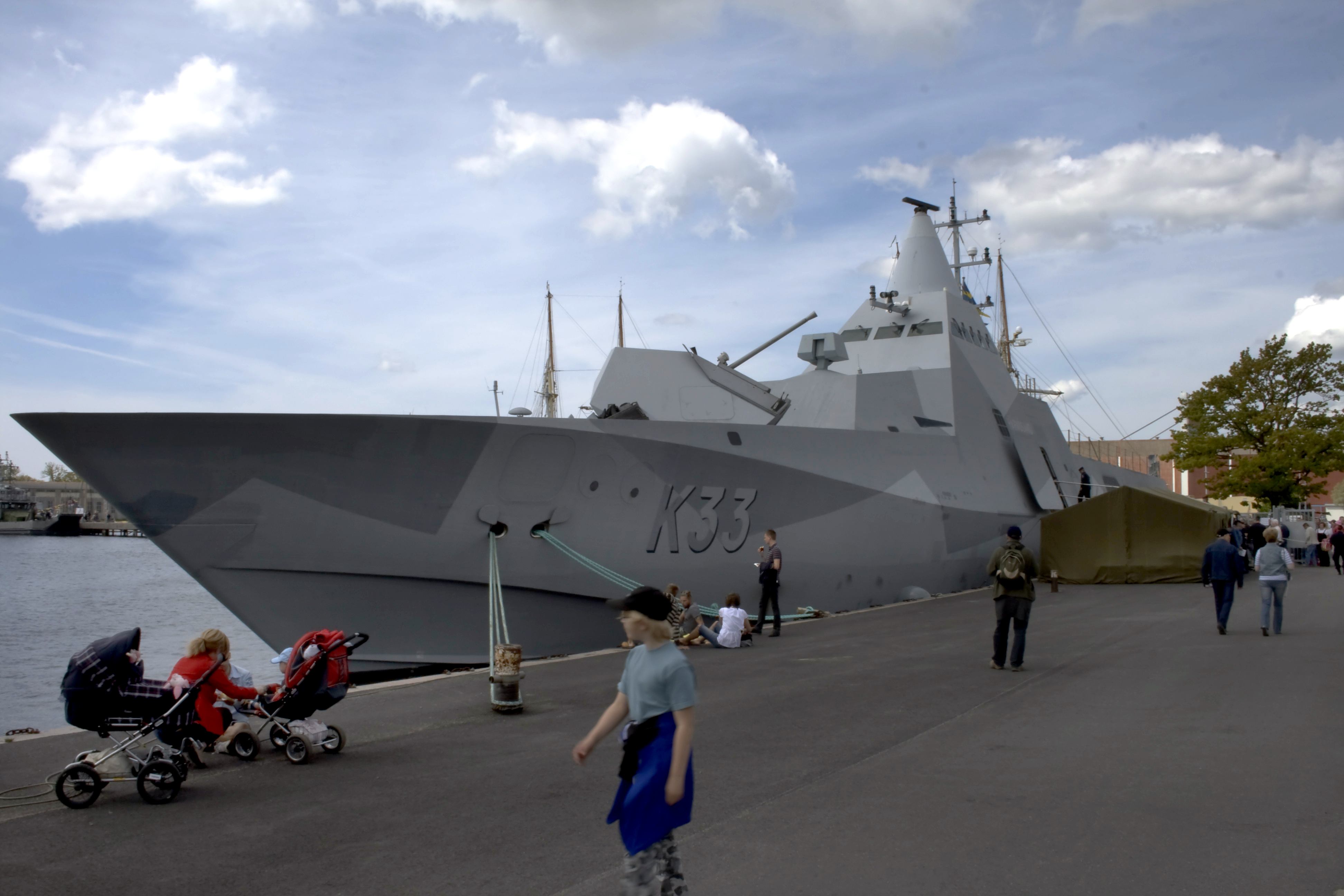
HSwMS Härnösand en la base naval de Karlskrona.
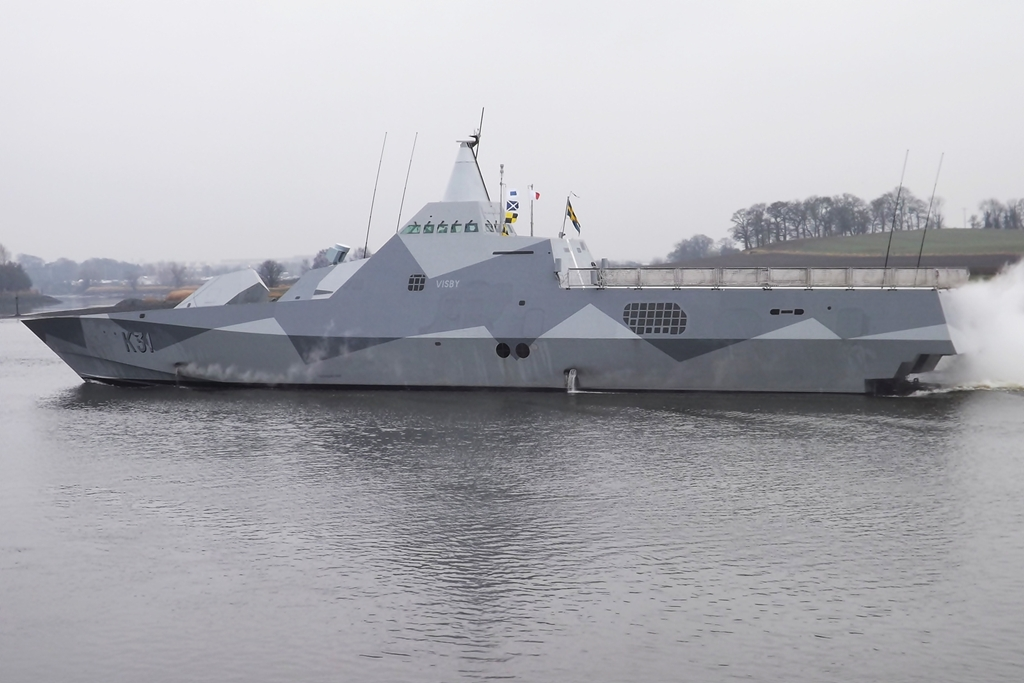
HSwMS Visby.